# Mikaele Tufele II
Mikaele Tufele II est un roi coutumier au titre de (lavelua) d'Uvea qui règne une première fois de 1928 à 1931 puis une seconde fois en 1933. Il est précédé par Tomasi Kulimoetoke Ier et Sosefo Maütamakia Ier lui succède lors de son premier règne, lors de son second règne, il est précédé par Petelo Kahofuna et Leone Matekitoga lui succède.